# 바중 (유튜버)
바중(八炯;1994년 11월 7일~), 본명은 원쯔위（温子渝）이며, 이전 이름은 린쯔위（林子渝）였다.타이완의 유튜버로, 화롄현 신청향 출신의 타이루거족 원주민이다. 그의 채널 《셰투일기》(攝徒日記)는 초기에는 화롄현과 이란현 지역의 먹거리, 여가, 여행, 미식을 소개하는 콘텐츠가 주를 이루었으며, 2018년부터는 중화인민공화국의 정치와 중화민국의 외교에 대한 비평을 중심으로 활동하고 있다.

## 경력
원쯔위는 2013년 국립화롄고등상업학교 자료처리과를 졸업하고, 중저우과기대학( 中州科技大學 ) 시각전달학과에 입학했다.2017년 7월, 그는 학교를 대표하여 중국 상하이와 쑤저우에서 열린 ‘제3회 국제대학생 신미디어 창작 작품 대회’에 참가했으며, 다른 7명의 동료들과 함께 만든 영상 작품 ‘죽음의 교차’가 비디오 부문에서 3등상을 수상했다.이 작품은 ‘죽음의 라이브’라는 제목으로도 알려져 있으며, 원쯔위는 감독, 편집, 색 보정, 음악 등 여러 직책을 맡았고, 동시에 영화 속에서 법무부 조사관 ‘린궈후이’ (林國輝)역을 연기했다.해당 작품의 제작팀 이름은 ‘Free Style’로,운영 중인 페이스북 페이지와 유튜브 채널 ‘감독은 불량배’는 후에 그의 유튜브 채널 ‘셰투일기 Fun TV’와 페이스북 페이지의 전신이 되었다. 그는 종종 유튜브 채널에서 친중 성향의 연예인을 비판하며, 소분홍(小粉紅)와 생방송에서 토론을 벌이기도 했다.2021년에는 타이완 100대 영향력 있는 인플루언서 순위에서 69위에 올랐으며, 투표에서는 4위를 차지했다.。。
2024년 12월 6일, 그는 창작 가수 천보위안(陳柏源)과 협력하여 촬영한 영상 《중국 통일전선 다큐멘터리》를 공개했다. .이 영상은 중화인민공화국과 중국공산당이 특정 인터넷 유명인들에게 ‘유인’을 통해 대만 사람들을 대상으로 통일전선 작전을 펼치고, 대만의 자유 민주주의 제도와 민주진보당 정부를 공격하는 방법을 폭로했다. 천보위안은 이 문제의 핵심이 “정치 제도, 민주주의와 독재의 차이”에 있다고 직설적으로 말했다.
관장은 바중을 “작가”라고 비판하며, 바중이 시진핑의 아내에 대해 이야기를 풀어낼 때, 관객들이 그가 어떻게 이러한 내부 정보를 알게 되었는지 전혀 의심하지 않았다고 지적했다. 또한 관장은 바중의 발언을 쉽게 믿을 수 없다고 말했다.바중은 페이스북에서 관장의 발언에 반응하며, 관장이 미국, 일본, 한국에 가본 적이 없고, 미국 의회나 의원들과 회의를 해본 적도 없다며 비꼬았다. 그는 관장이 전문 용어인 “중난하이 청침사(中南海聽床師)“를 사용해야 한다고 주장하며, 자신은 “국제 이슈”에 대한 넓은 안목을 가지고 있다고 말했다.

## 참고 자료
1. ↑  導演是流氓 (2018년 1월 30일), 《【微電影】直播殺人挑戰警界威嚴，蘇州國際影展 -奪命直播第三名》, 2025년 1월 16일에 확인함
2. ↑  “國立花蓮高商資處科101學年畢業生榜單”.
3. ↑  “中州科大視傳系 奪大學生新媒體原創作品大賽三等獎”. 《中時新聞網》. 2017년 7월 25일. 2021년 11월 11일에 원본 문서에서 보존된 문서. 2021년 11월 11일에 확인함.
4. ↑  導演是流氓 (2018년 1월 30일), 《【微電影】直播殺人挑戰警界威嚴，蘇州國際影展 -奪命直播第三名》, 2025년 1월 15일에 확인함
5. ↑  麒麟網路電視台 (2017년 6월 28일), 《奪命直播》, 2025년 1월 15일에 확인함
6. ↑  “導演是流氓”. 《YouTube》 (중국어). 2025년 1월 15일에 확인함.
7. ↑  “「台灣表弟」舔共高喊中國不缺疫苗　網紅打臉虧：接種仍感染”. 《民視新聞網》. 2021년 8월 10일. 2021년 9월 26일에 원본 문서에서 보존된 문서. 2021년 9월 26일에 확인함.
8. ↑  “影／小粉紅嗆網紅分裂國家 「愛國舉報音檔流出」下場超慘”. 《民視新聞臺》. 2021년 6월 15일. 2021년 9월 5일에 원본 문서에서 보존된 문서. 2021년 9월 5일에 확인함.
9. ↑  “小S遭小粉紅出征 他曝邏輯狠打臉”. 《今日新聞》. 2021년 8월 6일. 2021년 9월 19일에 원본 문서에서 보존된 문서. 2021년 9월 19일에 확인함.
10. ↑  程倚華. “2021年100大影響力網紅，台灣網紅生態全解析”. 《數位時代》. 2021년 9월 19일에 원본 문서에서 보존된 문서. 2021년 9월 19일에 확인함.
11. ↑  “百大網紅人氣票選戰報》77老大衝上人氣第三、首次登榜，他是誰？”. 2021년 9월 5일에 원본 문서에서 보존된 문서. 2021년 9월 5일에 확인함.
12. ↑  “中國統戰紀錄片上集：中國老總原唱跳反！曝光收買台灣網紅套路，統戰部官員通話全紀錄”. 《八炯》. 2024년 12월 6일.
13. ↑  “中共收買多少網紅？八炯「神秘1手勢」洩人數　紀錄片下集內容曝光”. 《三立新聞》. 2024년 12월 7일. 2024년 12월 8일에 확인함.
14. ↑  李雅雯 (2024년 12월 7일). “網紅八炯控中共收買 陸委會：恐涉反滲透法兩岸條例”. 《中央社》. 2024년 12월 8일에 원본 문서에서 보존된 문서. 2024년 12월 8일에 확인함.
15. ↑  “【中國統戰 中國收買台灣網紅】從舔共變反共！陳柏源在中國開公司卻慘被掏空，怒揭「網紅統戰」黑幕：爆知名網紅疑早與中方合作”. 《今周刊》 (중국어 (대만)). 2024년 12월 8일. 2024년 12월 8일에 원본 문서에서 보존된 문서. 2024년 12월 8일에 확인함.
16. ↑  “八炯震怒！拆中共統戰「慘遭館長嗆編劇家大喇叭」 回擊：舔到底就對了”. 《Yahoo News》 (중국어). 2024년 12월 8일. 2024년 12월 15일에 확인함.